# 斯里兰卡岛

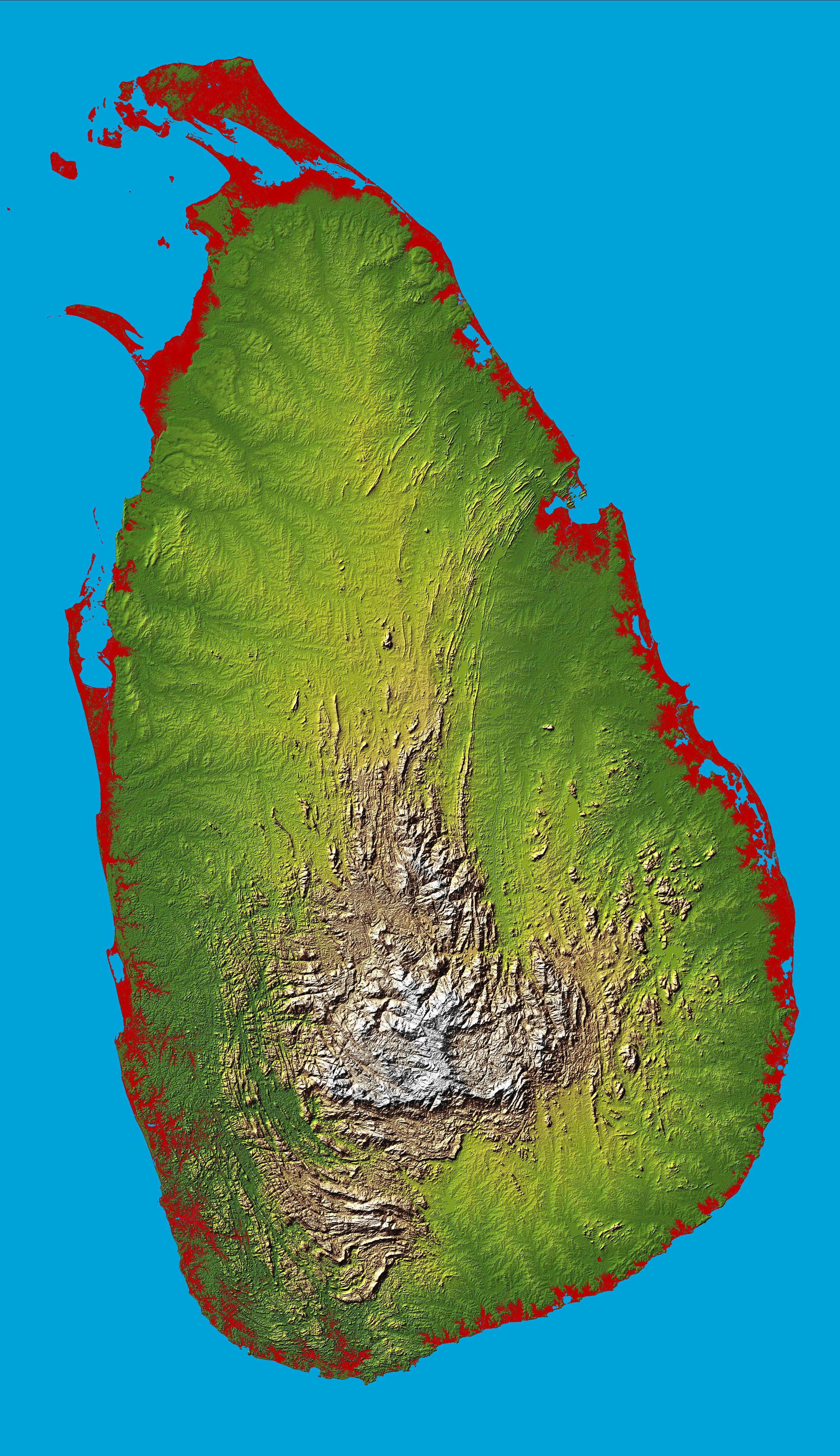
斯里兰卡岛地形图

斯里蘭卡岛是印度洋上的一座岛屿，位于印度次大陆东南方，距离印度的东南海岸约31公里，两者之间是保克海峡。岛的东边是孟加拉湾，西南方为马尔代夫群岛。整个岛屿大致呈梨形，北部是平原，中南部为高原，约占全國面积的五分之一,有亚当峰。 斯里兰卡岛属于南亚季风区，气候为热带季风气候。岛上也拥有很多宝石矿脉。由于接近赤道，终年如夏。
全岛为斯里蘭卡民主社會主義共和國一国独占。